# Claus Weyrosta
Claus Weyrosta (* 15. März 1925 in Breslau; † 27. September 2003) war ein deutscher Politiker (SPD) in Baden-Württemberg und von 1967 bis 1996 Mitglied des Landtags von Baden-Württemberg.

## Ausbildung und Beruf
Nach dem Notabitur 1942 wurde Claus Weyrosta in die Wehrmacht eingezogen. Er beantragte am 19. September 1942 die Aufnahme in die NSDAP und wurde zum 20. April 1943 aufgenommen (Mitgliedsnummer 9.394.039). Nach dem Zweiten Weltkrieg arbeitete er als Transport- und Bauarbeiter. Er wurde außerdem zum Maurer ausgebildet. 1954 legte er sein Staatsexamen an der Hochschule für Technik Stuttgart ab und wurde Architekt.

## Politische Tätigkeit
Claus Weyrosta trat 1962 in die SPD ein. Von 1970 bis 1975 und von 1977 bis 1989 war er Mitglied im Landesvorstand der SPD Baden-Württemberg.
Von 1962 bis 1968 war er Mitglied im Gemeinderat der Stadt Bietigheim und von 1965 bis 1968 im Kreistag des Landkreises Ludwigsburg. Mitglied des Landtags von Baden-Württemberg wurde er am 1. Februar 1967 als Nachrücker für Karl Braun. Von 1972 bis 1976 und von 1980 bis 1984 war stellvertretender Vorsitzender der SPD-Fraktion. In der Phase dazwischen von 1976 bis 1980 war Erhard Eppler Fraktionsvorsitzender und Claus Weyrosta sein parlamentarischer Geschäftsführer. Von 1984 bis 1992 war er Vorsitzender des Wirtschaftsausschusses und vom 3. März 1993 bis 1996 Vorsitzender des Umweltausschusses. 1996 schied er aus dem Landtag aus.

## Sonstige Mitgliedschaften, Ämter und Ehrungen
Claus Weyrosta setzte sich in seiner politischen Arbeit für die Verständigung und Aussöhnung zwischen Deutschland und Polen nach dem Zweiten Weltkrieg ein. Er war Mitglied im Bundesvorstand der Deutsch-Polnischen Gesellschaft und bis 1997 Vorsitzender der Landesgruppe Baden-Württemberg. Von der polnischen Regierung wurde er mit dem Offizierskreuz des polnischen Verdienstordens ausgezeichnet. Am 10. Mai 1997 wurde ihm die Verdienstmedaille des Landes Baden-Württemberg verliehen.
Von 1989 an war er Bundesvorsitzender der Naturfreunde Deutschlands.